# Scolopendra alcyona
Scolopendra alcyona — вид губоногих багатоніжок з роду сколопендр (Scolopendra). Описаний у 2021 році японськими зоологами з Токійського столичного університету і Університету Хосей.

## Назва
Вид названо на честь грецького міфологічного персонажа Алкіона, якого Зевс перетворив на зимородка. Дослідники дали сколопендрі таку назву тому, що її панцир нагадує оперення цього птаха. Японська назва виду «рюдзін-омукаде» (ryujin-ômukade) також має міфологічне походження. У місцевих міфах говориться, що бог-дракон Рюдзін, був в агонії, тому що багатоніжка залізла йому у вухо. Кажуть, що, побачивши курку, яка пожирає стоногу, бог став боятися і багатоніжок, і курчат.

## Поширення
Вид поширений на острові Окінава та на Тайвані.

## Опис
Велика багатоніжка, завдовжки до 20 см, товщиною 2 см.

## Спосіб життя
Веде напівводний спосіб життя. Живе у руслах невеликих лісових річок. Активний хижак. Полює на прісноводних креветок.